# Hewa Bora (Sud-Kivu)
Pour les articles homonymes, voir Hewa Bora.

Hewa Bora est un hameau situé dans le secteur de Lùlenge, territoire de Fizi, province du Sud-Kivu en république démocratique du Congo.

## Géographie
Hewa Bora se trouve assez haut dans la montagne sur le mont Makanga entre les villages Kibili et Kisengela dans la région de Kilembwe, secteur de Lulenge.

## Histoire
En 1967, alors que Laurent-Désiré Kabila et le noyau des dirigeants du nouveau Parti de la révolution du peuple (PRP) tentent de nouer des contacts avec des groupes nationalistes révolutionnaires bembe au Sud-Kivu pour disposer de combattants sur lesquels appuyer leur nouveau mouvement, ils se heurtent à une opposition sur le terrain. Kabila qui n'était pas en bons termes avec le général Shabani Mahulani Ndalo est fait prisonnier dans le village de Nondja par un chef rival des forces rebelles du secteur de Lulenge, Pierre Masoso, un commandant Bembe faisant partie de la mouvance du maquis Shabani Ndalo. Kabila sera libéré par le chef Kilenga Saleh, un membre des basikilenga, une famille régnante de Lulenge, puis sera emmené chez son « petit frère », Thomas Kilenga Musafiri, chef de la zone de Lulenge, un des quatre secteurs du territoire de Fizi.
Grâce au groupe de Kilenga qui formera le noyau dirigeant du maquis du PRP, Kabila s'installe près de Kilembwe, chef-lieu du secteur de Lulenge, sur le mont Makanga. Près d'un village déserté du nom de Yokwe, il établira la base de Hewa Bora (du kiswahili hewa bora : air frais ou atmosphère excellente) construite par un villageois du hameau Milanga, Kakozi Saleh : juste quelques cases où vivront Laurent-Désiré Kabila, et, Gabriel Yumbu, Ildephonse Masengho et Jeanson Umba, trois des sept membres fondateurs du PRP.
Hewa Bora devint la principale base militaire de la République du Maquis de Fizi, dirigée par Kabila. Le Maquis de Fizi régna sur Hewa Bora de 1967 à 1986. La région de Kilembwe est non seulement difficile d'accès, mais elle a une tradition de résistance et de combativité. L’esprit très patriotique et révolutionnaire de la société bembe qui forme la majorité des organisateurs et des décideurs sur le terrain, créent d'excellentes conditions de base pour un maquis comme celui du PRP.
C'est à proximité de Hewa Bora sur le mont Esonga que le PRP créera une autre base qui sera appelée Hewa Bora II. C'est sur le mont Esonga que se trouvent les villages Tushombo et Mpiki,.

## Personnalités liées à la commune
- Joseph Kabila (1971-), président de la République démocratique du Congo de 2001 à 2018.
- Jaynet Kabila (1971-), femme politique congolaise.